# Adejeania biornata
Adejeania biornata är en tvåvingeart som beskrevs av Charles Howard Curran 1947. Adejeania biornata ingår i släktet Adejeania och familjen parasitflugor. Inga underarter finns listade i Catalogue of Life.